# Emilio Álvarez Sánchez
Emilio Álvarez Sánchez (* 27. März 1936; † 10. November 2008) war ein spanischer Fußballspieler.

## Sportlicher Werdegang
Álvarez entstammte der Jugend des FC Sevilla und war spanischer Juniorennationalspieler. Der Mittelfeldspieler nahm am FIFA-Juniorenturnier 1954 teil, bei dem er im Finale den Treffer zum 2:2-Endstand gegen Deutschland erzielte. Aufgrund des besseren Halbfinalergebnisses wurde Spanien in der Folge zum Turniersieger erklärt. In der anschließenden Primera-División-Spielzeit 1954/55 debütierte er für den Klub im Profifußball, konnte sich aber nicht durchsetzen und bestritt nur zwei Meisterschaftsspiele. Nach einer ebenso mit wenig Spielzeit verbundenen Saison für den in der Segunda División antretenden FC Cádiz kam er zum CD Málaga, bei dem er sich als Zweitligaspieler mit sechs Toren in 18 Saisonspielen durchsetzte. Daraufhin nahm ihn Real Jaén unter Vertrag, mit dem Klub verpasste er jedoch am Ende der Spielzeit 1957/58 den Klassenerhalt in der Primera División. Er blieb dem Verein zunächst treu, ehe er 1959 zum Zweitligakonkurrenten Real Murcia wechselte. 1960 ging er zu Atlético Ceuta. Nach dem Abstieg am Ende der Zweitliga-Spielzeit 1961/62 schaffte er mit dem Klub den direkten Wiederaufstieg und hielt am Ende der Spielzeit 1963/64 in der Relegation die Klasse. Anschließend verliert sich der Karriereweg in der verfügbaren Statistik.